# دوغلاس هييس
دوغلاس هيز (22 مايو 1919 - 8 فبراير 1993)، هو كاتب سينمائي وتلفزيوني، ومُخرج ومنتج وممثل وملحن ومؤلف أمريكي لديه قائمة طويلة من الإنجازات. كان يُشار إليه أحيانًا باسم مستعار هو ماثيو هوارد.

## حياته
هو والد الممثل دوغلاس هييس جونيور.[بحاجة لمصدر]
توفى في بيفرلي هيلز، كاليفورنيا في 8 فبراير 1993.[بحاجة لمصدر]

## روابط خارجية
دوغلاس هييس على موقع IMDb (الإنجليزية)
- دوغلاس هييس على موقع ميوزك برينز (الإنجليزية)
- دوغلاس هييس على موقع أول موفي (الإنجليزية)
- دوغلاس هييس على موقع قاعدة بيانات الأفلام السويدية (السويدية)
- دوغلاس هييس على موقع قاعدة بيانات الفيلم (الإنجليزية)
- دوغلاس هييس على موقع كينوبويسك (الروسية)